# Редько, Макар Иванович
Макар Иванович Редько (1894—1959) — участник Белого движения на Юге России, капитан Корниловского ударного полка.

## Биография
Из крестьян Екатеринославской губернии. Выдержал испытание на первый классный чин.
С началом Первой мировой войны — унтер-офицер 223-го пехотного запасного батальона. По окончании Телавской школы прапорщиков 20 марта 1916 года был произведен в прапорщики (производство утверждено Высочайшим приказом от 28 сентября 1916 года). Состоял в 508-м пехотном Черкасском полку. Произведен в подпоручики 6 апреля 1917 года, в поручики — 15 октября того же года.
В Гражданскую войну вступил в Добровольческую армию, был зачислен в Корниловский ударный полк. В сентябре 1919 года был командиром взвода в 1-м батальоне 1-го Корниловского полка, отличился в боях под Курском, где взял в плен 150 красноармейцев. В сентябре—октябре 1919 года — командир 1-й роты того же полка, в Русской армии — в том же полку. Был награждён орденом Св. Николая Чудотворца
За то, что в бою под с. Преображенка, в ночь с 24 на 25 мая 1920 года, он во главе своей роты, не взирая на сильный пулеметный, ружейный и артиллерийский огонь противника, проделал проходы в проволочных заграждениях и ворвался на первую укрепленную позицию противника, где захватил два действовавших пулемета. Затем, не взирая на фланговый огонь противника, овладел 2-й линией окопов, стоящей за нею батареей противника, где захватил 4 стрелявших картечью легких орудия.
В октябре 1920 года — командир 2-й роты 1-го Корниловского полка. Галлиполиец, капитан. Осенью 1925 года — в составе Корниловского полка в Болгарии. В эмиграции во Франции. Умер в 1959 году в Грассе. Был женат.